# Victory Aircraft Ltd

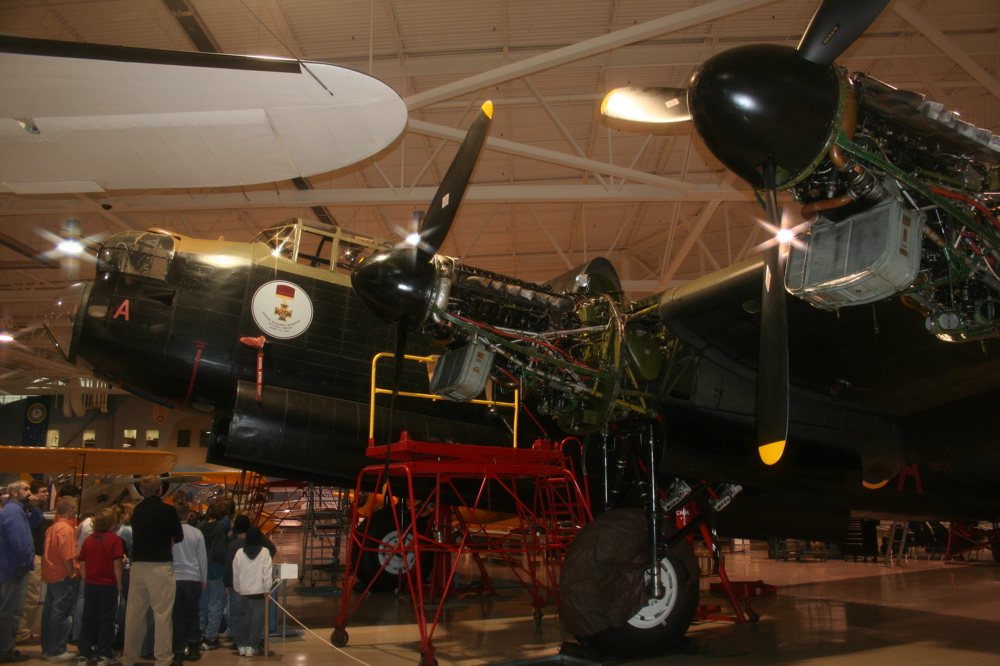
Victory Aircraft Lancaster X, nommé le « Mynarski Memorial Lancaster »

Victory Aircraft Limited était une entreprise manufacturière canadienne qui, pendant la Seconde Guerre mondiale, construisit principalement des avions de conception britannique sous licence. Elle servait d'usine fantôme, à l'abri des bombardiers allemands.
Au départ, le principal contrat de guerre pour la fabrication de bombardiers lourds Avro Lancaster devait être attribué à la National Steel Car Ltd, dont le siège social se trouvait à Hamilton, en utilisant l'usine Malton (près de l'actuel aéroport international Pearson de Toronto. La National Steel Car produisait déjà des avions Westland Lysander (Malton 1938-1939) et participait en tant que sous-traitant à la fabrication des chasseurs Hawker Hurricane (1939-1943), des avions d'entraînement Avro Anson (Montréal 1941-1945) et des bombardiers Handley Page Hampden (Malton et Montréal 1939-1941?). Les questions soulevées quant à la capacité de l'entreprise à gérer le projet ont conduit à l'expropriation de l'usine par le gouvernement le 4 novembre 1942 et à la création de la Crown Corporation, Victory Aircraft Limited, constituée en vertu de la loi sur le ministère des Munitions et des Approvisionnements, 1940 c.31. J.P. Bickell, l'un des « hommes à un dollar par an » de C.D. Howe, dirigeait Victory Aircraft Ltd. en tant que président et président du conseil d'administration.

## Production en temps de guerre
Bien qu'initialement destinée à produire le bombardier moyen Martin B-26 Marauder, l'usine de Malton reçut le 18 septembre 1941 un contrat pour construire le bombardier lourd Avro Lancaster Mk X. Lorsque les premiers plans arrivèrent en janvier 1942, la complexité du projet semblait décourageante. Quelque 500 000 opérations de fabrication furent nécessaires à la fabrication de plus de 55 000 composants distincts qui entraient dans la composition d'un Lancaster (sans compter les moteurs et les tourelles et les petits éléments tels que les rivets, les écrous et les boulons).

## Avro Lancaster X
Un Lancaster Mk I (R5727) de Avro Aircraft (Royaume-Uni) traversa l'Atlantique en août 1942, pour servir d'avion « modèle » pour la production. Les différences entre les Lancaster britanniques et les versions canadiennes (connues sous le nom de Mk X) tournaient autour des moteurs, des instruments et de l'équipement radio fabriqués au Canada ou aux États-Unis au lieu d'Angleterre. Les moteurs Rolls-Royce Merlin étaient de la même conception, mais fabriqués par Packard aux États-Unis. Une série ultérieure de Lancaster Mk X remplaça la tourelle supérieure médiane Frazer-Nash FN 50 d'origine par une tourelle Martin 250CE de fabrication américaine déplacée vers un nouvel emplacement plus en arrière sur le fuselage supérieur en raison des différences de poids entre cette unité et la tourelle d'origine. Tous les principaux sous-ensembles des Lancaster canadiens étaient interchangeables avec les versions britanniques afin qu'en cas de dommage, des pièces de rechange soient immédiatement disponibles.

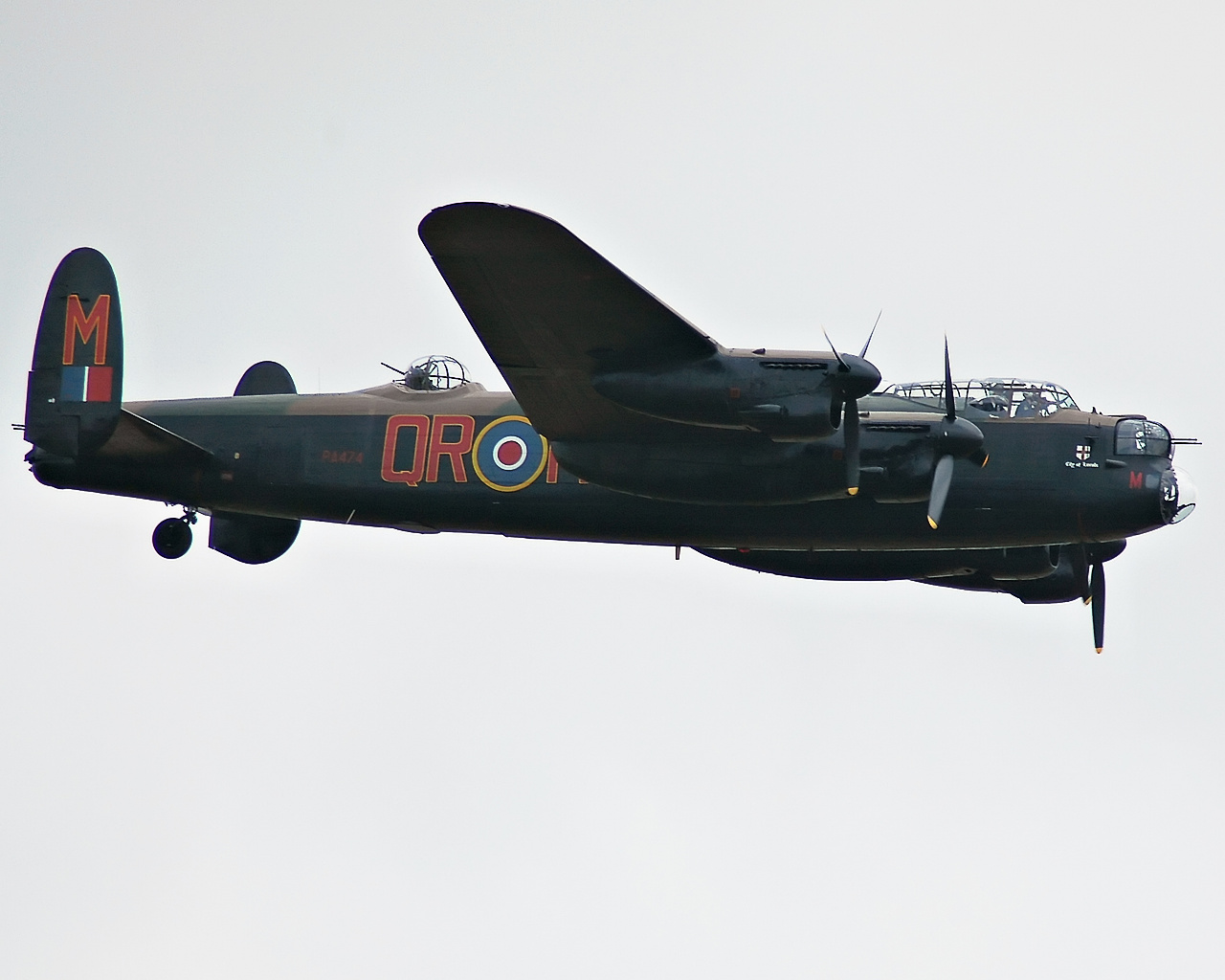
Avro Lancaster B I PA474

Au départ, tous les composants étaient fabriqués à Malton, à l'exception des trappes anti-bombes, des volets, des ailerons et des gouvernes de profondeur, qui étaient produits par Ottawa Car & Aircraft Ltd. Plus tard, la plupart des pièces furent sous-traitées à la Canadian General Electric Co. Ltd. de Toronto, qui construisit les réservoirs de carburant, le plan horizontal, les dérives et les gouvernes, tandis que les ailes extérieures furent sous-traitées à l'usine Fleet Aircraft Limited de Fort Erie, en Ontario.
De la réception des premiers plans au premier vol d'essai, il ne fallut que 16 mois, un exploit impressionnant, qui n'échappa pas à la direction d'Avro (Royaume-Uni). L'effectif de Malton passa de 3 300 (1942) à 9 521 en 1944, la plupart étant des ouvriers non qualifiés au départ et environ un quart d'entre eux étant des femmes. Presque un an jour pour jour après le vol de l'avion « modèle » au Canada, le prototype canadien (numéro de série KB700) quitta la chaîne de montage de Victory Aircraft le 1er août 1943. Baptisé « Ruhr Express », son baptême, son premier vol et son départ (bien que retardé car le prototype manquait de certains de ses équipements essentiels et était à peine capable de voler) vers l'Angleterre firent l'objet d'une grande publicité. Néanmoins, le départ de l'Avro Lancaster pour la guerre fut un événement dont le pays pouvait être fier.
Finalement, la production de Lancaster chez Victory Aircraft Ltd. atteignit le chiffre impressionnant d'un avion par jour. Après avoir été transportés en Angleterre et envoyés dans des escadrons opérationnels, les « Lanc » canadiens furent affectés au No. 6 Group RCAF, la composante canadienne du RAF Bomber Command, pour compléter cette contribution « entièrement canadienne » à l'effort de guerre. Le Lancaster X devait également équiper les escadrons de bombardiers de la RCAF pour la Tiger Force (air) du Commonwealth britannique en vue du bombardement du Japon, mais la guerre avec le Japon prit fin avant que la force ne soit envoyée outre-mer. L'usine de Malton continua à construire, jusqu'à la fin de la guerre, un total de 3 629 avions Avro : 3 197 Anson, 430 Lancaster Mk X (dont six conversions de transport Lancastrian), un bombardier lourd Lincoln Mk XV et un seul transport York.

## Fin de Victory Aircraft
Victory Aircraft cessa ses activités le 11 novembre 1945. En 1945, le gouvernement canadien vendit Victory Aircraft au Hawker Siddeley Group qui l'utilisa pour sa filiale A.V. Roe Canada Ltd (connue sous le nom de Avro Canada).